# あすか交通
あすか交通株式会社（あすかこうつう）は、千葉県千葉市美浜区幸町に本社を置く、ビィー・トランセホールディングス傘下のバス事業者である。幸町団地周辺における乗合バス事業、「ASKA」の愛称で貸切バス事業を運営する。

## 沿革
1969年に入居が始まった千葉幸町団地は、路線バスの運行ルートが悪く、バス停の遠い住民を中心に西千葉駅からのタクシーに頼らざるを得ない状況となっていた。
しかし、違法な相乗りが問題となっていたため、合法的なスキームとして、1974年に幸町団地自治会との時間貸し契約による10人乗りワゴン車の乗合タクシーが運行されることとなり、その目的で設立されたのが当社である。まもなく、この乗合タクシーは輸送量が不足したため、29人乗りの中型貸切バスに切り替えられた。
1980年代までは順調に旅客数を伸ばしたが、JR東日本京葉線の開通や団地の高齢化に伴い、平成に入ると利用者数が減少に転じ始めたため、企業送迎バスや観光バス事業との組み合わせによる経営効率化策がとられるようになった。現在の社名につながる「ASKA」ブランドは、1995年に制定されたものである。
1999年には、JR稲毛駅・千葉駅北口への乗り入れを開始するとともに、一般乗合旅客自動車の免許を取得。次第に快速停車駅である稲毛駅発着便の利用者が増えていった。
近年の事業展開としては、2008年に開業した千葉～外房線エリアの深夜急行バス、2012年に開業した日中高速バスの銀座・東京駅～幕張ベイエリア線がある。
また、2011年には木更津市清川に木更津営業所を開設し、アクアライン経由でかずさアカデミアパーク内の企業輸送を開始した。しかし、2012年にグループの平和交通が開設した「THEアクセス成田」の利用者数が増加すると、木更津営業所を閉鎖し、車両を転用する形で2013年4月から同路線に参入した。

### 年表

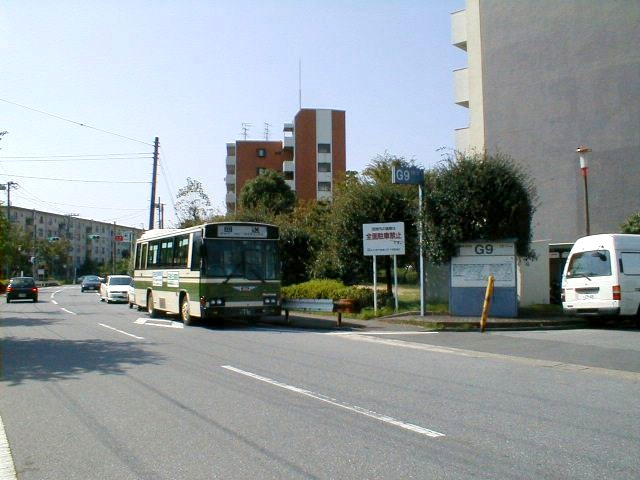
団地交通バス

- 1974年（昭和49年）12月：有限会社団地交通として設立。西千葉線（国鉄西千葉駅 - 幸町団地間）開業。
- 1975年（昭和50年）4月： 貸切免許取得。運行車種をジャンボタクシーからマイクロバスに変更。
- 1995年（平成7年）： 一般貸免許を取得、貸切バス事業に参入。
- 1999年（平成11年）： 一般乗合免許を取得。
- 2001年（平成13年）： 第2種旅行業登録。
- 2002年（平成14年）： 現在の社屋に移転。
- 2006年（平成18年）5月1日[1]： 会社法の施行と有限会社法の廃止に伴う経過措置により、特例有限会社たる株式会社となる[2]。
- 2008年（平成20年）3月1日： 通常の株式会社に移行[2]、社名を「あすか交通株式会社」に変更[3]。
- 2008年（平成20年）3月1日： PASMOを導入。
- 2011年（平成23年）6月： 木更津営業所開設。
- 2013年（平成25年）4月頃： 木更津営業所閉鎖。

## 現行路線

### 稲毛線

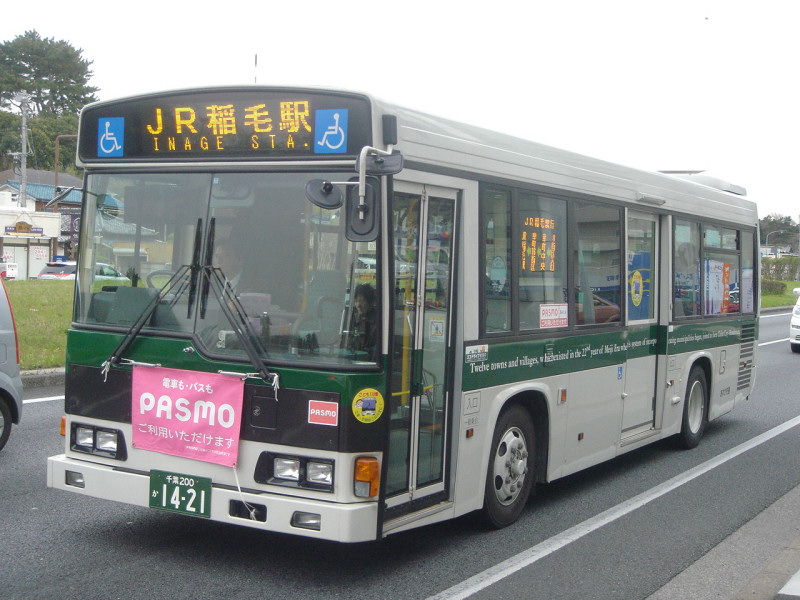
稲毛線

- 稲毛駅→幸町団地→8街区入口→幸町中央→16街区→稲毛駅
- 稲毛駅→（急行）→8街区入口→幸町中央→16街区→稲毛駅

稲毛線は、総武線の快速停車駅である稲毛駅西口から幸町団地を循環する路線である。団地の西部を循環する「公民館経由」と、全体を循環する「8街区経由」があったが、2019年11月1日より、前者が廃止され、新たに急行系統が新設された。
8街区経由は、現在あすか交通の主力路線となっており、最も本数が多い。
いずれもの路線とも、16街区止まり、幸町中央止まりなどの折り返し便もある。

### 千葉線
- 千葉駅西口 - ガーデンタウン - 8街区入口 - 幸町中央

千葉線は、千葉駅北口ロータリーの整備に伴って運行を開始した路線である。
2014年4月1日から千葉駅西口に発着に変更されている。

## 深夜急行バス・高速バス

### 深夜急行バス
- 海浜幕張駅→千葉そごう（センシティ）→千葉駅→蘇我駅→鎌取駅南口→誉田駅前→土気駅→大網駅入口→山田インター入口

### マイタウンライナー（東京・銀座～幕張ベイエリア線　美浜ルート）
- 幕張ベイエリア線：東雲イオン前 → 銀座駅数寄屋橋 → 東京駅八重洲口 → ZOZOPARK → 幕張ベイタウン → 検見川浜駅 → あすか交通本社
- 幕張ベイエリア線：あすか交通本社 → 検見川浜駅 → ZOZOPARK → 幕張ベイタウン → 東京駅八重洲口 →  銀座駅数寄屋橋 → 東雲イオン前
- 幕張ベイエリア線：東雲イオン前 - 銀座駅数寄屋橋 - 東京駅八重洲口 - 幕張メッセ - ハイテク通り - 検見川浜駅 - あすか交通本社

### THE アクセス成田
- 成田空港 － 東京駅（八重洲口） － 銀座駅（数寄屋橋）

平和交通、ジェイアールバス関東、西岬観光と共同運行。

## 廃止路線

### 西千葉線
- 西千葉駅 - 幸町中央（←幸町9番）

西千葉駅とUR千葉幸町団地を結ぶ路線である。西千葉線は団地交通バス運行開始当初からの路線であるが、稲毛・千葉駅への進出に伴って利用者が減少し、2019年11月1日付けで休止された。

### 稲毛海岸線
- 稲毛海岸駅→真砂4丁目→幕張ベイタウン（パティオス５・８番街→海浜打瀬小学校→ミラリオ）→真砂4丁目→稲毛海岸駅

稲毛海岸線は、稲毛海岸駅から幕張ベイタウンを循環する路線である。駅前にある商業施設のマリンピアへの買い物利用を想定している。平日のみ運行。1乗車100円で利用できる特殊回数券(マリンピアお買い物回数券)を10枚綴り1000円で販売していた。2025年3月31日付けで廃止された

### 蘇我線
- 6-1：蘇我駅 - フクダ電子アリーナ前 - JFE正門 - ホームズ前 - アリオ(下りのみ) - フェスティバルウォーク

2013年1月31日をもって運行休止

## 車両

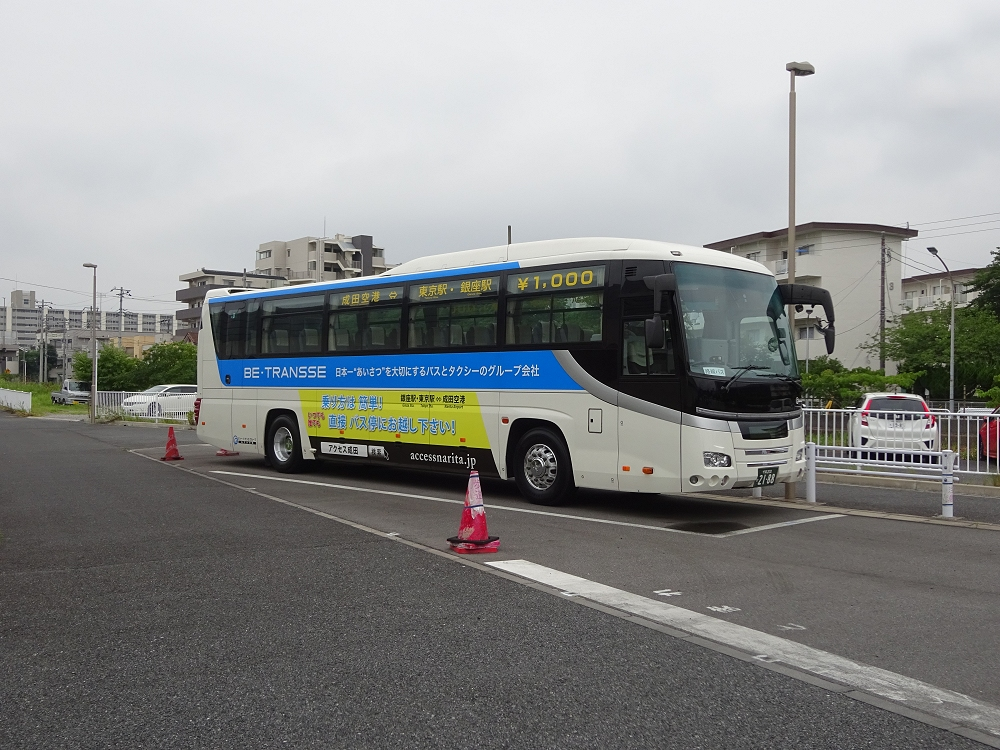
貸切バスから転用された高速車

同じ「BE-TRANSSE GROUP」（ビィー・トランセ グループ）のグループ会社である平和交通と同様、所属車両は日野自動車が主力で三菱ふそうといすゞがある。各一般路線で使用する中型一般路線車と、深夜急行バス、マイタウンライナー用の高速路線車を配置している。
路線車は以前は日野レインボー路線タイプのメトロ窓のトップドアで定員が座席分だけでマイクロバスと同じでナンバーが小版のタイプだった。その後現行のタイプになった。2台のみワンステップで主に買物バスや検査時の予備車として使用している。
高速車はマイタウンライナーには主に三菱ふそうエアロスターの高速バス仕様を、THEアクセス成田には日野セレガを使用している。セレガにはもともと高速用に導入したものと、木更津営業所から転用されたもの、以前行っていたクラブツーリズム元専用車があり、それぞれ仕様と定員が異なっている。
深夜急行バスは日野メルファといすゞガーラミオの2代目を使用している。
貸切用として日野リエッセⅡを多数所有している。折戸車とプラグドア車があり、音声合成装置と降車ボタンが設置されている。主に折戸車は買物バスに、プラグドア車は送迎に使用している。日野レインボーⅡと中古車の元関東バスと元京浜急行バスのいすゞエルガミオがあり買物バスと送迎に使用している。
特定車は買物バス用として平和交通から移籍してきた日野リエッセが１台と中古車の三菱ふそう・エアロミディMEが１台ある。予備車がないので検査時にはリエッセⅡを使用する。スクールバス用として自家用の三菱ふそうエアロミディと日野レインボーがある。
観光用として三菱ふそうと日野自動車の大型車から小型車まで様々な大きさの車両を揃えている。